# Gmina Sokolac
Gmina Sokolac (serb. Општина Соколац / Opština Sokolac) – gmina w Bośni i Hercegowinie, w Republice Serbskiej, w mieście Sarajewo Wschodnie. W 2013 roku liczyła 11 620 mieszkańców.